# Nikki Hudson
Nicole „Nikki“ Elaine Hudson, bis 1999 Nicole Elaine Mott, (* 6. Juli 1976 in Rockhampton) ist eine ehemalige australische Hockeyspielerin, die mit der Australischen Hockeynationalmannschaft 2000 Olympiasiegerin war.

## Sportliche Karriere
Nikki Hudson trat in 303 Länderspielen für Australien an und erzielte 99 Tore. Sie löste Rechelle Hawkes als Rekordnationalspielerin ab und wurde ihrerseits von Madonna Blyth überholt.
Nicole Mott war 1995 beim Gewinn der Champions Trophy Mitglied des australischen Kaders und gehörte auch 1997 und 1999 zum Siegerteam. Bei der Weltmeisterschaft 1998 in Utrecht bezwangen die Australierinnen im Finale die Niederländerinnen mit 3:2. Vier Monate später fanden in Kuala Lumpur die Commonwealth Games statt, im Finale siegten die Australierinnen mit 8:1 gegen die Engländerinnen. Zwischen den Saisons 1999 und 2000 heiratete Nikki Mott und trat danach als Nikki Hudson an.
Bei ihrer ersten Olympiateilnahm 2000 in Sydney war Nikki Hudson mit sechs Toren beste Torschützin des Turniers. Im Finale gegen die Argentinierinnen siegten die Australierinnen mit 3:1.
2002 gewann Hudson die Bronzemedaille bei den Commonwealth Games in Manchester. 2004 belegten die Australierinnen in der Vorrunde der Olympischen Spiele in Athen den vierten Platz und konnten daher nur um die Plätze 5–8 spielen. Mit Siegen über die Südkoreanerinnen und die Neuseeländerinnen erreichten sie den fünften Platz. Im März 2006 bei den Commonwealth Games in Melbourne gewannen die Australierinnen das Finale gegen Indien mit 1:0. Sechs Monate später bei der Weltmeisterschaft in Madrid unterlagen die Australierinnen im Finale den Niederländerinnen mit 1:3. 2008 nahm Hudson zum dritten Mal an Olympischen Spielen teil. Die Australierinnen verpassten den Halbfinaleinzug durch die schlechtere Tordifferenz und belegten wie vier Jahre zuvor den fünften Platz.